# Karl Bernhardi

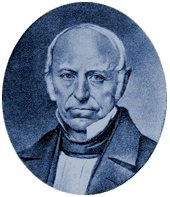
Karl Bernhardi

Karl Christian Sigismund Bernhardi (Ottrau, 5 oktober 1799 - Kassel, 1 augustus 1874) was een Duits schrijver, politicus en bibliothecaris.

## Levensloop
Bernhardi was een zoon van de predikant Johann Christian Bernhardi (1767-1837) en Sabine Claudi (1769-1836).
Vanaf 1816 studeerde Bernhardi theologie en filologie aan de universiteit van Marburg. Hij was van 1819 tot 1822 huisleraar in Brussel bij de familie van Bylandt. In 1822 schreef hij zich in als student aan de Rijksuniversiteit van Leuven, waar hij in 1826 de graad van doctor in de wijsbegeerte en letteren haalde. Intussen was hij aan het hoofd van de universiteitsbibliotheek geplaatst: vanaf augustus 1825 werkte hij op vrijwillige basis aan een catalogus van de collectie, maar in februari 1826 werd hij benoemd als bibliothecaris.
In juli 1827 behaalde Bernhardi de titel van doctor in de godsgeleerdheid in Marburg. In 1829 vestigde hij zich opnieuw in Kassel, waar hij bibliothecaris werd van de Landesbibliothek, na enkele decennia hernoemd tot Murhardbibliothek en, veel later, in 1973 geïncorporeerd in de bibliotheek van de Universiteit Kassel.
Hij nam deel aan de Hessische revolutie van 1830 en was een actief verdediger van de nieuwe grondwet. Hij werd medestichter en redacteur van het dagblad Der Verfassungsfreund. In 1834 stichtte hij een instelling voor arme en verwaarloosde jongens. Hij was raadslid van Kassel van 1835 tot 1841.
In 1848-1849 was hij parlementslid.
Van 1859 tot 1874 was hij hoofdbibliothecaris van de Landesbibliotheek.
In 1867-1868 was hij lid van het Pruisische parlement en van 1868 tot 1870 van de Reichstag.

## Publicaties
- 1824: De excidio regni judaici, Leuven, 1824.
- 1843: K. Schomburgs Nachlaß und Briefwechsel, Kassel, 1843.
- 1843-1849: Sprachkarte von Deutschland, Kassel, 1843 en 1849.
- 1852: Wegweiser durch die Volks- und Jugendschichten, Leipzig, 1852.
- 1871: Die Sprachgrenze zwischen Deutschland und Frankreich, Kassel, 1871.

- Bibsys: 90211573
- CiNii: DA09901411
- Gemeinsame Normdatei: 118658476
- International Standard Name Identifier: 0000 0000 4170 1488
- Library of Congress Control Number: no99017492
- Nationale Bibliotheek van Polen: a0000002474236
- Nederlandse Thesaurus van Auteursnamen: 095267336
- Réseau des bibliothèques de Suisse occidentale: 02-A022975753
- Virtual International Authority File: 59878014
- WorldCat: E39PBJf8qKWDbg68pvV83fGPwC